# Regatul Muntenegrului

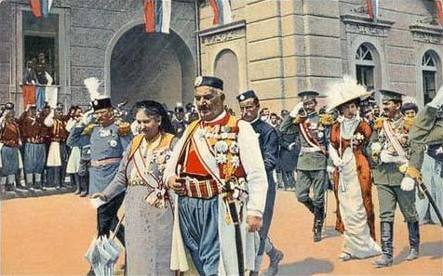
Proclamarea Regatului Muntenegrului, Cetinje, 28 august 1910

Regatul Muntenegrului (sârbă Краљевина Црна Гора; Kraljevina Crna Gora) a fost un regat situat în sud-estul Europei.
Capitala regatului era Cetinje. Moneda națională a fost perperul muntenegrean . Forma de guvernământ era aparent monarhie constituțională, însă în realitate era monarhie absolută.

## Istorie
Regatul Muntenegrului a fost proclamat de Nicolae I al Muntenegrului, la Cetinje, pe 28 august 1910.
Războaiele balcanice (1912 - 1913) s-au dovedit a fi momentul pierderii controlului pentru rege. Muntenegru și-a câștigat mai multe teritorii prin împărțirea regiunii Sandžak cu Serbia pe 30 mai 1913. Se crede că asta a fost o altă greșeală majoră, fiind încorporată o populație care nu simțeau nici o legătură cu țara.
În plus, recentul oraș albanez capturat, Shkodër, a trebuit cedat Albaniei la insistențele Marilor Puteri, în ciuda pierderilor celor 10.000 de vieți pentru cucerirea orașului de la forțele albano-otomane, conduse de Pașa Essad.
În timpul primului război mondial (1914 – 1918), Muntenegru se aliase cu Puterile Aliaților. Din 15 ianuarie 1916 până în octombrie 1918, Muntenegrul a fost ocupat de inamicul său Austro-Ungaria.
Pe 20 iulie 1917, Declarația Corfu a fost semnată; aceasta prevedea unirea Muntenegrului cu Serbia, proclamată pe 26 noiembrie 1918. Nicolae I al Muntenegrului era un susținător devotat al unificării cu Serbia pentru a forma un singur stat sârbesc, dar se afla în conflict cu Alexandru I al Iugoslaviei. În cele din urmă, Nicolae I al Muntenegrului a fost exilat.

## Monarhi (1910-1918)
- Nikola I al Muntenegrului

### Uzurpatorii și moștenitorii tronului (1918-prezent)
- Nikola I al Muntenegrului (1918 - 1921)
- Danilo, prințul încoronat al Muntenegrului (Danilo al III-lea) (1921)
- Mihai, Prințul Muntenegrului (Mihai I) (1921 - 1986)
- Prințul Nicolae al Muntenegrului (Nicolae al II-lea) (1986 - prezent)
  - Prințul Boris al Muntenegrului (născut în 1980)